# أروى بنت أحمد

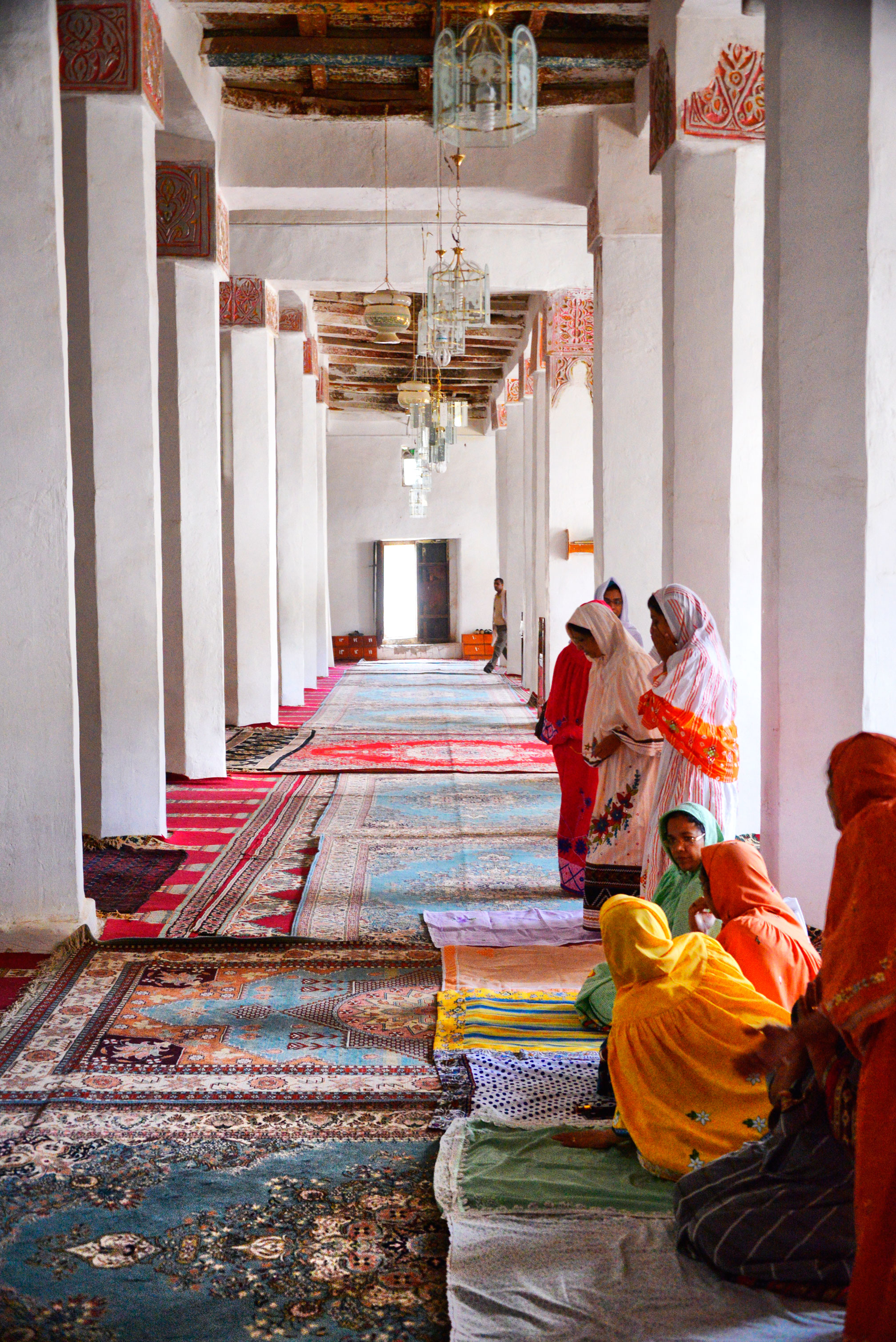
مسجد الملكة أروى بنت أحمد الصليحية الذي دفنت فيه الملكة بجبلة.

أروى بنت أحمد الصليحي  ملكة الدولة الصليحية في اليمن وهي أول ملكة في الإسلام وتلقب بالسيدة الحرة وغلب على اسمها في كتب التاريخ.

## ولادتها
ولدت في مدينة جبلة وأمها رداح بنت الفارع بن موسى الصليحي زوجة المكرّم أحمد بن علي الصليحي ملك اليمن. ونشأت في رعاية أسماء بنت شهاب زوجة علي بن محمد الصليحي مؤسس الدولة الصليحية، بعد وفاة والدها أحمد الصليحي وزواج والدتها من عامر بن سليمان الزواحي.

## زواجها
تزوجها المكرّم أحمد بن علي سنة 458 هـ في حياة أبيه، وتولى الحكم من بعده (459 - 481 هـ) فأنجبت منه أربعة من الأولاد هم علي ومحمد وفاطمة وأم همدان وقد توفى علي ومحمد وهما طفلين سنة 467 هـ.
أما أم همدان فقد تزوجت من أحمد بن سليمان بن عامر الزواحي ورزقت منه بعبد المستعلي وتوفيت قبل أمها سنة 516 هـ.
وأما فاطمة فتزوجها شمس المعالي بن الراعي بن سبأ وتوفيت بعد والدتها بسنتين وذلك سنة 534 هـ.

## حكمها
فوّض المكرم الأمور إِلى زوجته أروى، فكان أول ما قامت به، بعد أن غادرت صنعاء، أن اتخذت مقرها في قصر شيده زوجها في حصن بجبلة ونقل إِليه ذخائره وقامت بتدبير المملكة خير قيام وبسطت سلطانها على القبائل اليمانية، فخضع الناس لها، وكانت الرسائل التي يبعث بها المستنصر بالله الفاطمي إِلى اليمن تصدر باسمها.
وبعد وفاة زوجها المكرّم سنة 481هـ اختلف الصليحيون والزواحيون فيمن يتولى الحكم، وكان زوجها قد أوصى أن تسند أمور الدعوة إِلى الأمير المنصور سبأ بن أحمد بن المظفر الصليحي الذي طمح إِلى الزواج منها، فلم ترضَ أروى بهذا الاختيار، واحتكم سبأ إِلى المستنصر بالله الفاطمي الذي أمر أروى أن تقبل بسبأ زوجاً، وإن ظل هذا الزواج صورياً، وظلّت أروى تمسك بمقاليد الحكم الفعلية، وتُرفع إِليها الرقاع، ويجتمع عندها الوزراء، ويدعى لها على منابر اليمن، فيخطب أولاً للخليفة الفاطمي ثم لسبأ ابن أحمد ثم للسيدة الحرّة أروى. ولم تلبث أن استقلت بأمر الحكم بعد وفاة زوجها الثاني سبأ سنة 492هـ، واعتمدت في تدبير أمور الملك على عدد من الثقات، منهم: المفضّل بن أبي البركات، وزريع بن أبي الفضل، وعليّ بن إِبراهيم بن نجيب الدولة وغيرهم، وامتدت أيام حكمها بعد ذلك أربعين سنة، استطاعت في أثنائها أن تمارس سيادتها على الإِمارات اليمنية الصغيرة من دون إِخضاعها.

### خلافها مع ابن نجيب الدولة
ولّما قدم ابن نجيب الدولة إِلى اليمن موفداً من الخليفة الفاطمي الآمر بأحكام الله سنة 513هـ وداعيا له، فأخضع الإِمارات المتمردة، عزّ جانب الحرّة وانقمع أهل اليمن، إِلا أنه بدأ منذ سنة 519هـ يسيء إِليها ويستخفّ بأمرها ويدّعي أنها قد خرفت واستحقت أن يحجر عليها، وحاول أن ينتزع الحكم منها، ولكنّ أمراء البلاد وشيوخها ساندوها واتهموا ابن نجيب الدولة بالتآمر على الخلافة الفاطمية، فأمر الخليفة بالقبض عليه وإِعادته إِلى مصر، ولكن السفينة التي كانت تقلّه غرقت في أثناء الرحلة، وأسندت الحرّة أمر الدعوة إِلى سبأ بن أبي السعود من آل زريع (وهو أول بني زريع الذين خلفوا الصليحين). وقد عملت أروى إِبّان حكمها على تشجيع البناء والعمارة وأولت إِنشاء المدارس والمستشفيات والمساجد اهتمامها الزائد، ولم يقف نفوذها عند حدود اليمن، فقد عهد إِليها الخليفة المستنصر بالله ومن بعده الأمر بأحكام الله بالإِشراف على الدعوة الفاطمية في عُمان والهند.

### وفاتها
عمرت أروى طويلاً، فلمّا ماتت دفنت في مسجد كانت بنته بذي جبلة، وقبرها ما يزال حتى اليوم مزارًا. وعلى إِثر وفاتها دبّ الضعف في جسد الدولة الصليحية وتفككت أوصالها وصار الأمر فيها إِلى الأمراء من آل زريع، وانتهى أمر الصليحيين تماماً بعد أن غزا توران شاه بن أيوب اليمن سنة 569 هـ.
مدحها الشاعر ابن القم بأبيات شهيرة:
أعلمت أن من الرماح قدودا *** ومن الصّفاح محاجرا ونهوداً
أعلى الأنام أبا وأكرم طينة *** وأتمّ أعراقا وأصلب عوداً
لو كان يعبد للجلالة في الورى *** بشر لكانت ذلك المعبودا
هي نعمة الله التي ما ماؤها *** ثمداً ولا معروفها مجحودا
هي رحمة الله التي ما زال من *** فوق البرية ظلها ممدودا
كما مدح علمها الشاعر محمد أحمد منصور :
```
تلك أروى، خليفة الله في *** الأرض، ولله مثلها الخلفاء
```

صنعت للبلاد ماعجزت بالامس*** عنه، العمائم البيضاء
ليت أهل اللحى الطويلة تبني *** مابنته الضفائر السوداء
كم أقامت مدارساً شامخات*** نهلت من علومها الأبناءُ
تلك أروى في مفرق الدهر *** تاج تتحدى بها الرجالَ النساءُ

## صفاتها
كانت بيضاء مشربة بحمرة، طويلة القامة تميل إلى السمنة جهورية الصوت. 